# Ohel Jakobsynagoge
De synagoge Ohel Jakob (Hebreeuws: אהל יעקב - Jacobs tent) is de hoofdsynagoge van München. De synagoge maakt deel uit van het Joods Centrum Jakobsplatz (Jüdisches Zentrum Jakobsplatz), dat zich in het centrum van de Beierse hoofdstad bevindt en wordt aangevuld met de gebouwen van het Joods Museum van München en een cultureel centrum. De Ohel Jakob-synagoge draagt dezelfde naam als de tijdens de Kristallnacht in 1938 verwoeste orthodoxe synagoge in de Herzog-Rudolf-Straße.

## Gebouw
De synagoge werd ontworpen door de architecten Rena Wandel-Hoefer en Wolfgang Lorch, die met de opdracht werden onderscheiden na een architecturale wedstrijd op 6 juli 2001. De architecten tekenden eerder voor het ontwerp van de even eerder gebouwde Nieuwe Synagoge te Dresden. De openingsplechtigheden werden geleid door Charlotte Knobloch, voorzitster van de Centrale Joodse Raad in Duitsland en de Joodse Gemeenschap van München en Opper-Beieren. 
De sokkel van de 28 meter hoge synagoge herinnert aan de Klaagmuur, het enig bewaarde deel van de Tempel van Jeruzalem, en werd gebouwd van travertijn. De glazen opbouw op de sokkel stelt een tent voor. Het symboliseert de 40-jarige tocht van het volk Israël door de Sinaïwoestijn en wordt door een stalen patroon van Davidsterren ondersteund. Hierover hangt een bronskleurig metalen net. Het 6 meter hoge hoofdportaal werd in Boedapest gemaakt en bevat de eerste 10 letters van het Hebreeuwse alfabet die eveneens voor de eerste tien getallen worden gebruikt, een verwijzing naar Mozes' Tien Geboden. 
Het interieur van de oostelijk georiënteerde synagoge werd bekleed met cederhout uit de Libanon en witte kalksteen uit Judea. Achter een donkerblauwe voorhang bevindt zich de schrijn waarin de Thorarollen worden bewaard. Daarvoor brandt het eeuwig licht. De bima bevindt zich, zoals gebruikelijk in asjkenazisch-orthodoxe synagoges, in het midden van de ruimte. De stoelen in het midden van de hal zijn voor de mannen bedoeld, de vrouwen nemen op de licht verhoogde zijgalerijen plaats.
In de synagoge is plaats voor 550 gelovigen. De bouw werd mogelijk gemaakt door de stad München, de deelstaat Beieren, de Joodse gemeenschap van München en particuliere giften.

## Afbeeldingen

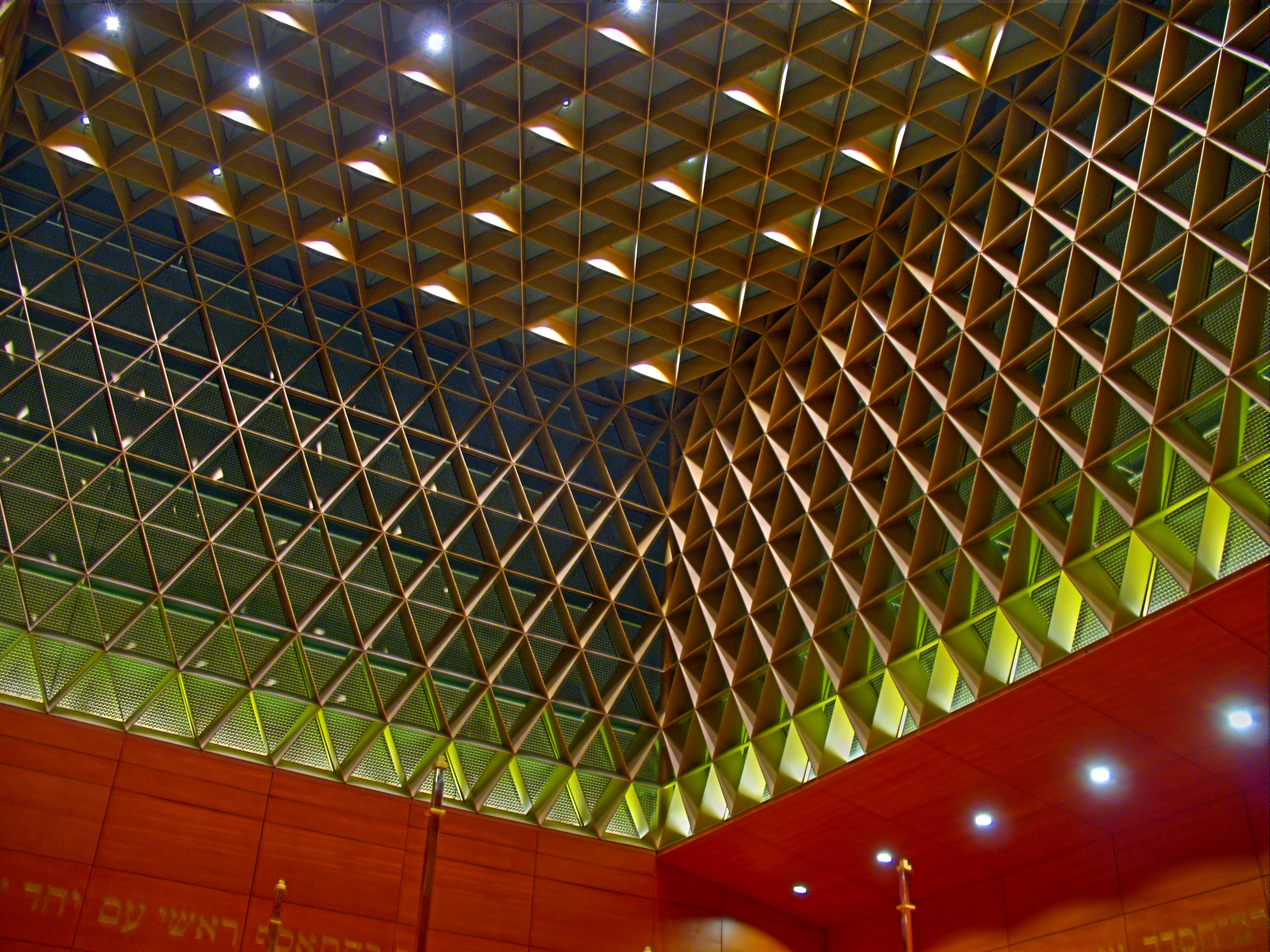
Davidsterren in de synagoge van München
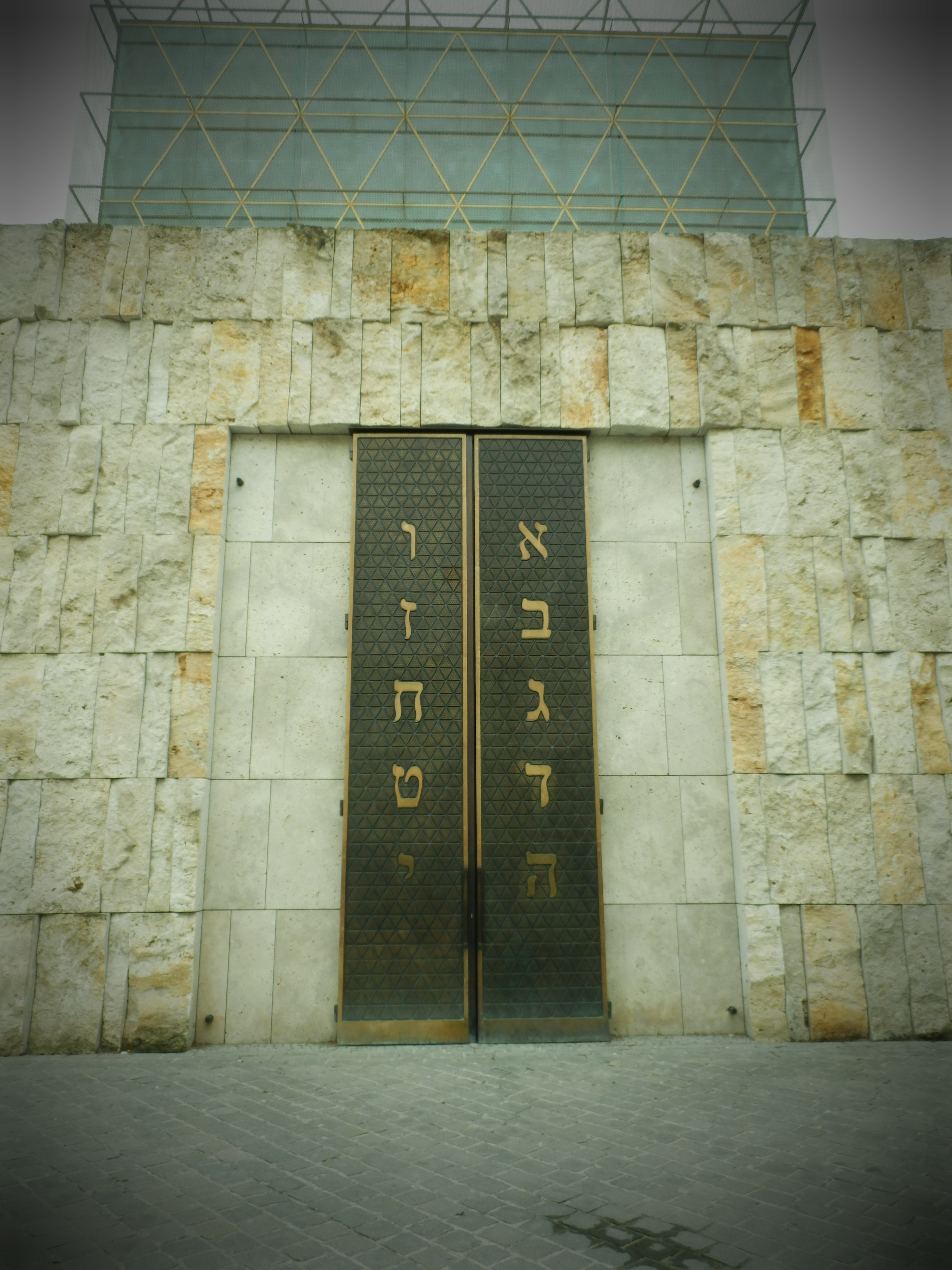
Hoofdportaal
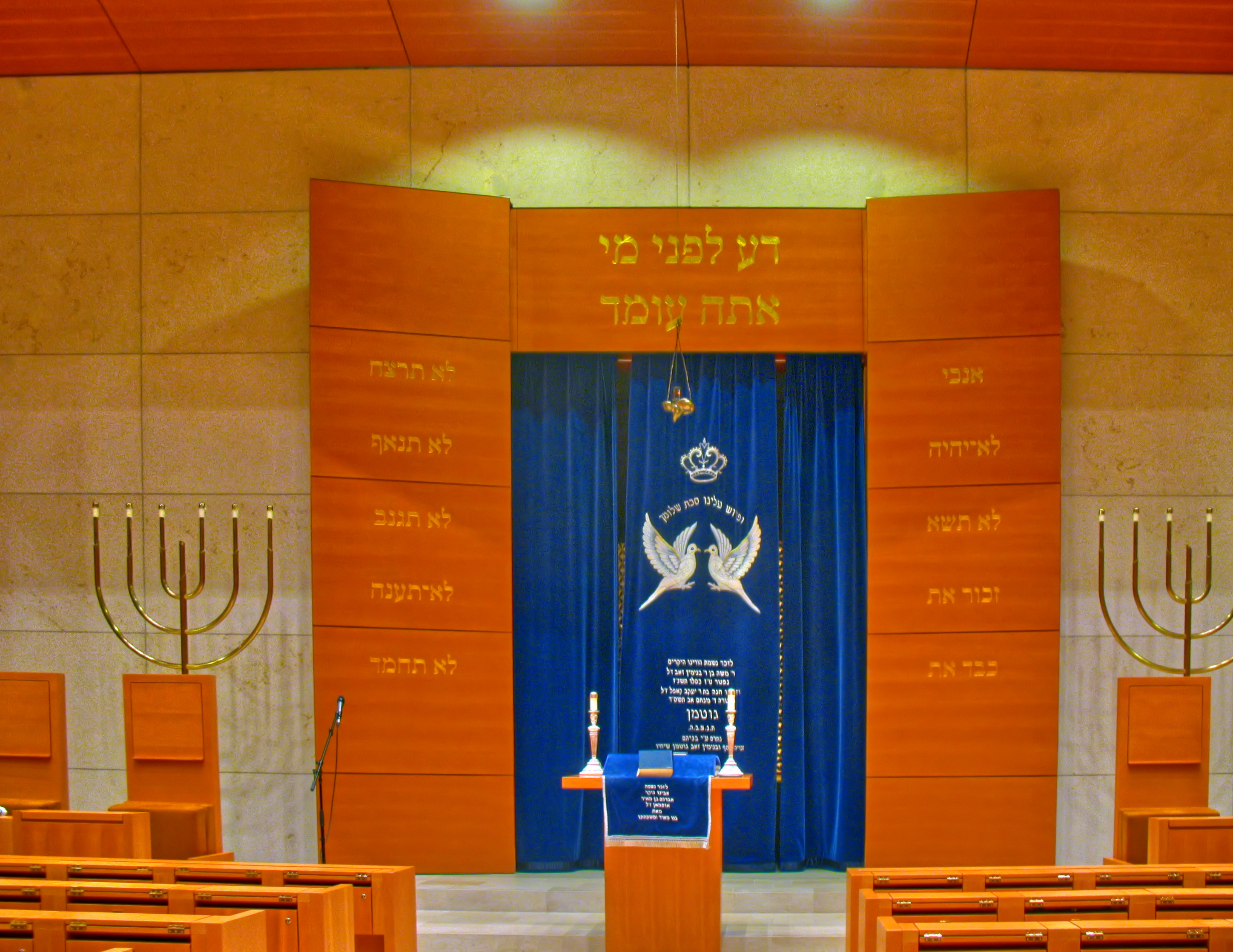
Thoraschrijn